# La Fille sans dot
Pour plus de détails, voir Fiche technique et Distribution.
La Fille sans dot (Бесприданница, Bespridannitsa) est un film soviétique réalisé par Yakov Protazanov, sorti en 1936,, d'après la pièce éponyme d'Ostrovski.

## Fiche technique
- Titre : La Fille sans dot
- Réalisation : Yakov Protazanov
- Scénario : Yakov Protazanov, Vladimir Schweizer
- Photographie : Mark Magidson
- Musique : David Blok
- Décors : Anatoliï Arapov, S. Kouznetsov
- Montage : V. Ek
- Pays :  Union soviétique
- Genre : drame
- Durée : 86 minutes
- Sortie = 1936

## Distribution
- Nina Alissova : Larissa Ogudalova
- Olga Pyjova : Kharita Ogudalova, mère de Larissa
- Anatoli Ktorov : Sergueï Paratov
- Mikhail Klimov : Moki Knourov
- Boris Tenine : Vassili Vojevatov
- Vladimir Balikhine : Yuli Karandychev
- Vladimir Popov : Robinson
- Varvara Ryjova : Efrosinya, tante de Karandychev